# Moschea di Re Fahad

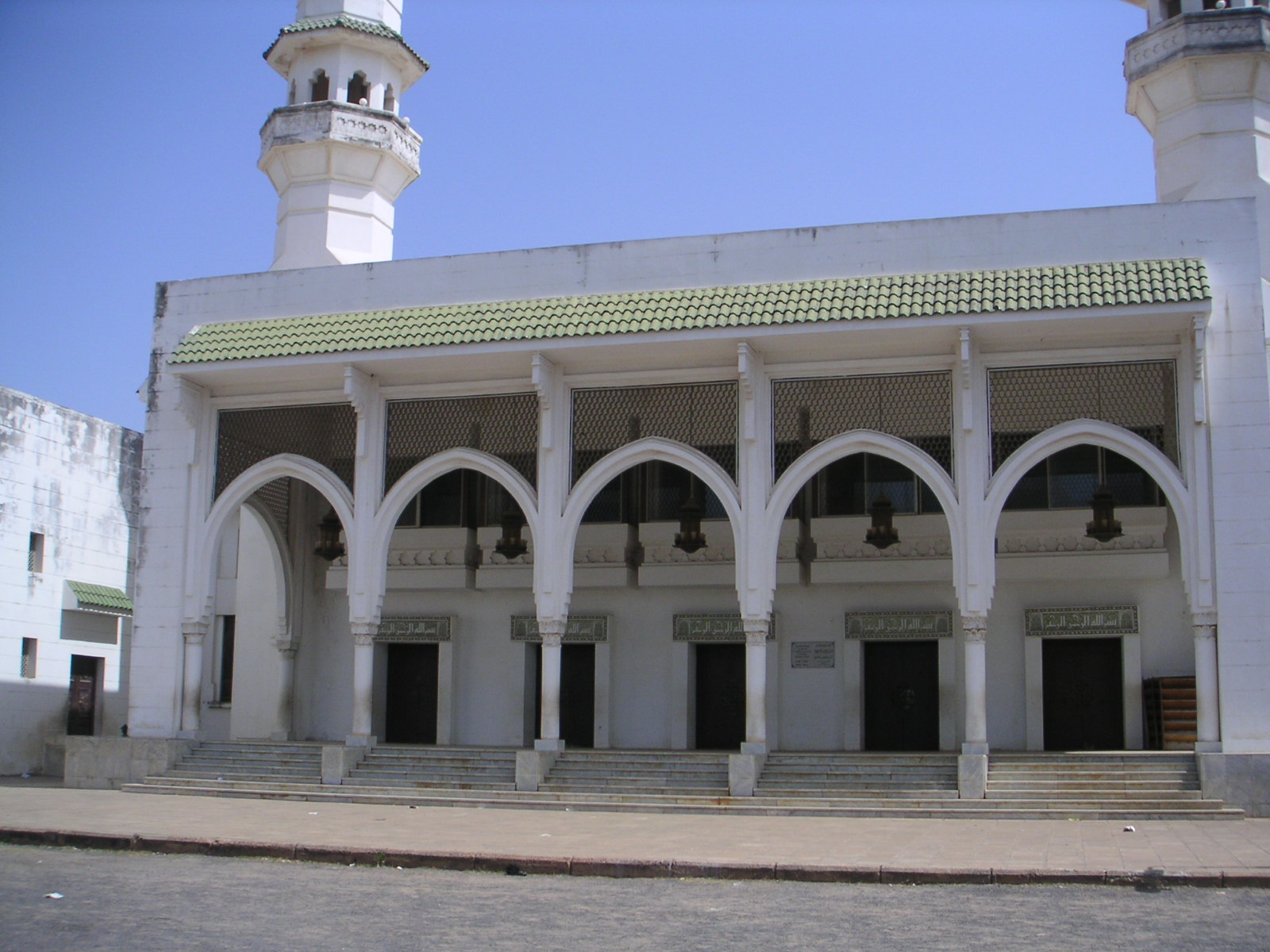
Portale di entrata

La moschea di Re Fahad (King Fahad Mosque, nota anche come Great Mosque e moschea di Jamme) è la più grande moschea di Banjul, la capitale dello stato del Gambia in Africa occidentale.
La moschea si trova sulla Box Bar Road (altro nome Wallace Cole Road) nelle vicinanze dell'Arco 22. Fu costruita con l'aiuto finanziario arabo saudita e inaugurata nel febbraio 1988. La moschea di Re Fahad sostituisce la Moschea di Independence Drive sulla Mosque Road, che però esiste ancora.
La moschea di Re Fahad è considerata la peculiarità architettonica di Banjul, attraverso l'orientamento verso est (Qibla) dà l'impressione essere di essere un po' fuori posto agli osservatori occidentali. L'architettura funzionale e moderna è resa meno pesante da elementi stiistici tradizionali. L'entrata è fiancheggiata da archi aperti a tutto sesto ed entrambi i minareti sono ottagonali. La moschea può accogliere circa 6.000 uomini per la preghiera comune.
Accanto all'edificio si trova il Box Bar Stadium, che è utilizzato per partite di calcio locali ed eventi culturali.